# 李优良
李优良（1972年—），男，号墨石斋主人，河南洛阳人，中国文化学者、书法家。其毕业于北京师范大学，现为人民日报社《人民周刊》、《人民艺术》杂志主编、人民艺术创作院院长、北大书法艺术研究所特聘研究员、香港国际文化艺术促进会执行会长、中国书法家协会会员、中国文艺评论家协会会员、中华诗词学会会员。
其曾作为学者、艺术家出访二十余个国家，并出版有《学书心得》、《无心漫谭》、《当代书画家精品集一一李优良卷》、《翰园跬步一一李优良作品集》、《遇见两汉一一李优良汉画解读题跋集》等作品。